# Attention Deficit (álbum)
Attention Deficit é um álbum do cantor de hip hop Wale, lançado em 10 de novembro de 2009 pela Allido Records nos Estados Unidos. Recebeu 78/100 do Metacritic.